# (1285) Julietta
(1285) Julietta es un asteroide que forma parte del cinturón de asteroides y fue descubierto por Eugène Joseph Delporte desde el Real Observatorio de Bélgica, Uccle, el 21 de agosto de 1933.

## Designación y nombre
Julietta recibió al principio la designación de 1933 QF.
Más tarde se nombró en honor de la madre del descubridor.

## Características orbitales
Julietta orbita a una distancia media de 2,991 ua del Sol, pudiendo acercarse hasta 2,831 ua. Su excentricidad es 0,05369 y la inclinación orbital 5,694°. Emplea en completar una órbita alrededor del Sol 1890 días.